# Encarsia lutea
Encarsia lutea är en stekelart som först beskrevs av Masi 1909.  Encarsia lutea ingår i släktet Encarsia och familjen växtlussteklar. Inga underarter finns listade i Catalogue of Life.